# Helena Hrychová
Helena Hrychová (* 11. června 1944 v Praze) je česká překladatelka z angličtiny. Věnuje se hlavně překladům beletrie a literatury faktu, při své práci často spolupracuje se svým manželem spisovatelem a překladatelem Ervínem Hrychem. Mimo jiné také překládá dílo Terryho Pratchetta, autora známého románu Zeměplocha.